# Problème de Souslin
En mathématiques, le problème de Souslin est une question sur les ensembles totalement ordonnés, posée par Mikhaïl Souslin dans un article publié en 1920 peu après sa mort.

## Formulation
Étant donné un ensemble non vide S totalement ordonné tel que :
1. S n'a pas de plus grand ni de plus petit élément ;
2. l'ordre sur S est dense (c'est-à-dire qu'entre deux éléments distincts de S il y en a toujours au moins un troisième) ;
3. toute partie non vide majorée admet une borne supérieure, et toute partie non vide minorée admet une borne inférieure ;
4. toute famille d'intervalles ouverts non vides de S deux à deux disjoints est dénombrable (c'est la condition de chaîne dénombrable),

existe-t-il nécessairement un isomorphisme pour l'ordre entre S et la droite réelle ? La réponse par l'affirmative constitue ce qui est connu comme l'hypothèse de Souslin.
Tout ensemble non vide totalement ordonné qui satisfait les conditions 1 à 4 et qui n'est pas isomorphe pour l'ordre à R est une droite de Souslin. L'hypothèse de Souslin est donc qu'il n'existe pas de droite de Souslin.
Il a été démontré que cette hypothèse est indépendante des axiomes ZFC de la théorie des ensembles.
Les droites de Souslin existent si l'axiome de constructibilité V = L est ajouté à la théorie.